# Лаканен, Яни
Яни Лаканен (фин. Jani Lakanen; род. 11 декабря 1976, Лохья, Финляндия) – финский ориентировщик. Многократный победитель и призёр Чемпионатов Мира и Европы по спортивному ориентированию.

## Биография
На чемпионате мира 2001 года в родном Тампере стал чемпионом мира в эстафете вместе с Яркко Хуовила, Юха Пельтола и Янне Салми. Обладатель Кубка мира 2000 года. Будучи фаворитом на Чемпионате мира 2006 в Дании уверенно выиграл длинную дистанцию. В 2007 году из-за травмы голени, полученной на разминке был вынужден сойти с длинной дистанции на Чемпионате мира в Киеве. В 2008 году во время своего первого старта на Чемпионате Европы повредил ахиллово сухожилие, вследствие чего пропустил Чемпионат мира. Тренер для финской юношеской команды 2009-2011. Закончил профессиональную карьеру после Чемпионата мира 2014 в Италии.